# Gelderse Waarden

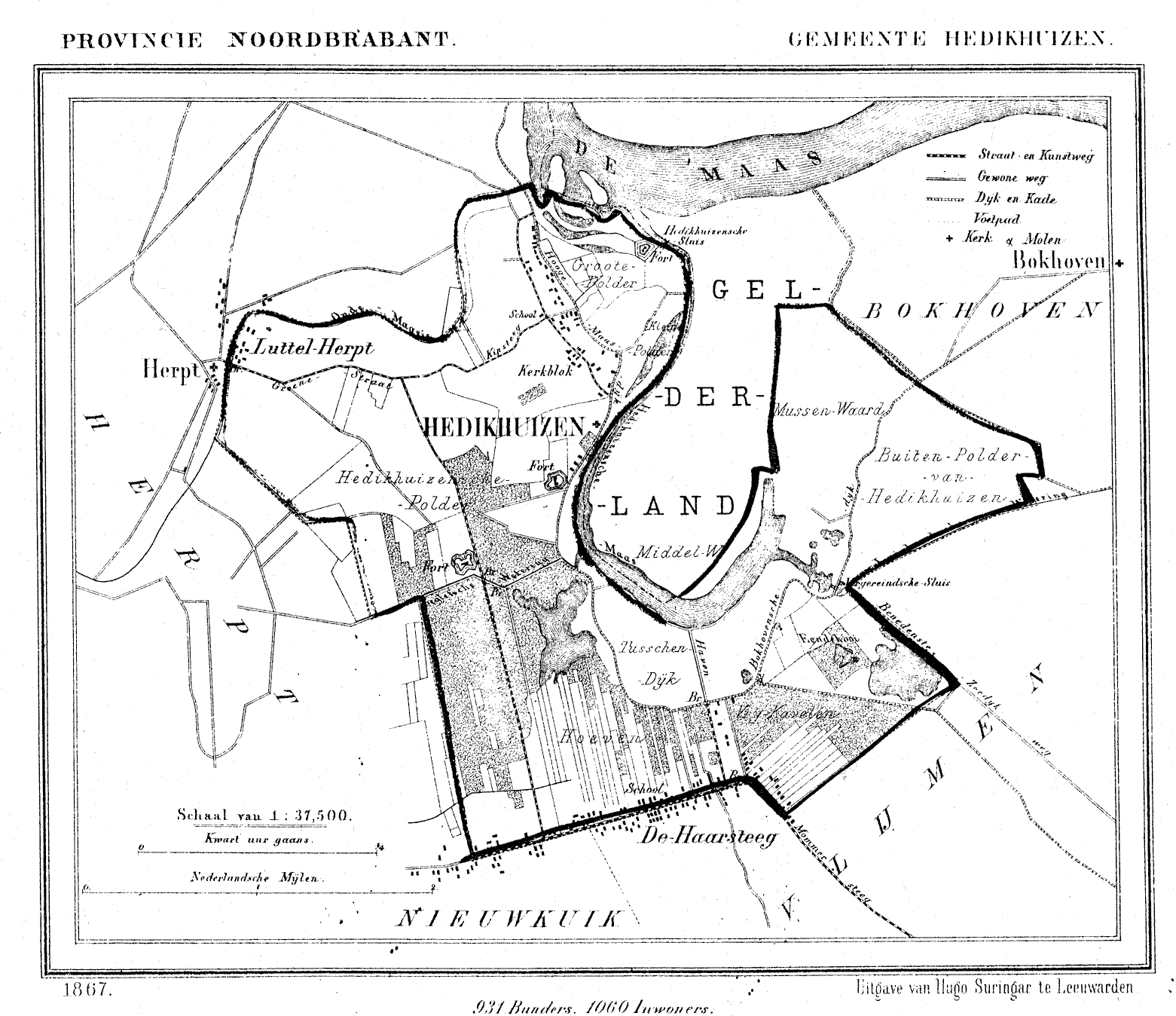
Gemeente Hedikhuizen in 1865. De Gelderse Waarden vormen een U-vormige enclave.

De Gelderse Waarden vormen een gebied ten zuiden van de Maas, tussen Hedikhuizen en Bokhoven, op de grens van de gemeente Heusden met de gemeente 's-Hertogenbosch in de Nederlandse provincie Noord-Brabant. Tot 1958 behoorden de Gelderse Waarden tot Ammerzoden, dat aan de overkant van de Maas in Gelderland ligt.
Tot de 15e eeuw maakte de Maas tussen het Gelderse Well en het Brabantse Hedikhuizen een zeer scherpe bocht. Omdat deze gevaarlijk was voor de scheepvaart, werd deze meander in de winter van 1474-1475 doorgegraven. In de eeuwen daarna zou de oude bocht (Hedikhuizense Maas) geleidelijk verlanden. Doordat de hoofdstroom van de Maas ter plaatse naar het noorden was verlegd, kwamen Gelderse gronden ten zuiden van de Maas te liggen. Tot 1958 zouden de Gelderse Waarden een stukje Gelderland ten zuiden van de Maas vormen; dat jaar werden ze als deel van de Gelders-Brabantse grenscorrecties van 1958 overgedragen aan de provincie Noord-Brabant.